# NGC 1430
NGC 1430 este o galaxie situată în constelația Eridanul. A fost descoperită în 1886 de către .